# Mesophractias alstoni
Mesophractias alstoni är en fjärilsart som beskrevs av George Francis Hampson 1907. Mesophractias alstoni ingår i släktet Mesophractias och familjen nattflyn. Inga underarter finns listade i Catalogue of Life.